# ماريانو تشافيس
ماريانو تشافيس (بالإنجليزية: Mariano Chaves)‏ هو سياسي أمريكي، ولد في 31 ديسمبر 1799، وتوفي في 1845. انتخب حاكم نيومكسيكو ‏.